# Anchiphiloscia suarezii
Anchiphiloscia suarezii är en kräftdjursart som först beskrevs av Dollfus 1895.  Anchiphiloscia suarezii ingår i släktet Anchiphiloscia och familjen Philosciidae. Inga underarter finns listade i Catalogue of Life.